# Équipe de Russie féminine de rugby à sept
L'équipe de Russie féminine de rugby à sept est l'équipe qui représente la Russie dans les principales compétitions internationales de rugby à sept au sein des World Rugby Women's Sevens Series et de la Coupe du monde de rugby à sept.

## Histoire

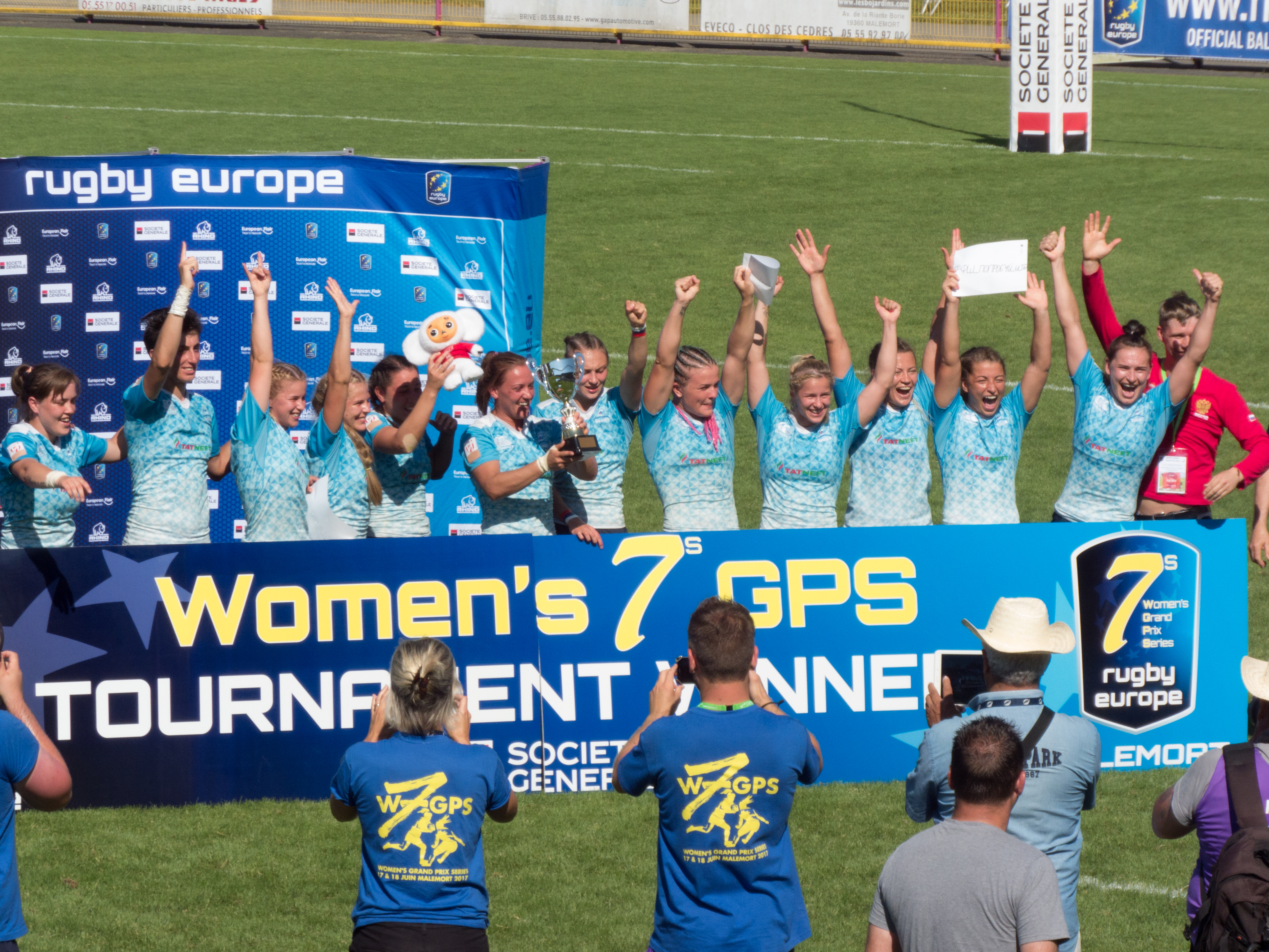
Les Russes soulevant le trophée du Tournoi de Malemort de 2017, étape des Grand Prix Series.

En marge des Sevens World Series, compétition masculine majeure organisant plusieurs tournois de rugby à sept pendant la saison, la Women's Sevens Challenge Cup (en) est créée en tant qu'équivalent en catégorie féminine ; la Russie est invitée à deux des trois tournois la composant, à Hong Kong puis à Londres.
Un an plus tard, alors que s'ouvre la première édition des Women's Sevens World Series pendant la saison 2012-2013 (en), la sélection russe prend part à la compétition en tant qu'équipe invitée pour trois des quatre tournois,,.
Les Russes remportent les Seven's Grand Prix Series en 2013, et sont ainsi sacrées championnes d'Europe. Elles conservent leur titre en 2014.
Malgré leur statut, elles ne parviennent pas à rééditer leur performance en 2015, alors que la compétition fait cette année office de tournoi qualificatif européen pour les Jeux olympiques d'été de 2016,. Condamnées à gagner le tournoi de repêchage, elles s'inclinent devant l'Espagne en finale ; les Russes perdent ainsi toute possibilité de disputer la première édition du tournoi olympique.
Les Russes sont à nouveau sacrées championnes d'Europe les années suivantes, en 2016, 2017, 2018, 2019, et 2021.

## Effectif
Effectif 2022

| Joueuse            | Club            |
| ------------------ | --------------- |
| Maria Molokoedova  | Enisey-STM      |
| Victoria Em        | CSKA            |
| Yana Danilova      | VVA-Podmoskovye |
| Elena Zdrokova     | CSKA            |
| Marina Kukina      | VVA-Podmoskovye |
| Daria Lushina      | Kouban          |
| Alena Tiron        | CSKA            |
| Daria Noritsina    | VVA-Podmoskovye |
| Christina Seredina | CSKA            |
| Baïzat Khamidova   | Enisey-STM      |
| Daria Shestakova   | CSKA            |
| Anna Baranchuk     | CSKA            |
| Nadeja Sozonova    | CSKA            |
| Maria Pogrebniak   | VVA-Podmoskovye |
| Alina Arterchuk    | Enisey-STM      |
| Asiyat Alieva      | CSKA            |
| Diana Glushenko    | Enisey-STM      |
| Nadezhda Medvedeva | CSKA            |

### Entraîneurs
- Alexandre Alekseenko
- Vitali Salenko

## Palmarès
- Championnat d'Europe féminin de rugby à sept :
  - Championne : 2013, 2014, 2016, 2017, 2018, 2019, 2021